# Hotel Porta Fira
L'Hotel Porta Fira és un gratacel desconstructivista situat a plaça d'Europa de l'Hospitalet de Llobregat.

## Història i descripció
Projectat pels arquitectes Toyō Itō i Fermín Vázquez (b720) i completat el 2010, té 28 pisos (dos dels quals soterrats) i una alçada de 113 m. És al costat de la Torre Realia BCN, dels mateixos arquitectes, i amb la que comparteix el sòcol. Destaca per les corbes de la façana, feta de tubs d'alumini i pintada de vermell que dialoguen amb l'estructura vermella i sinuosa de la façana de la torre Realia.

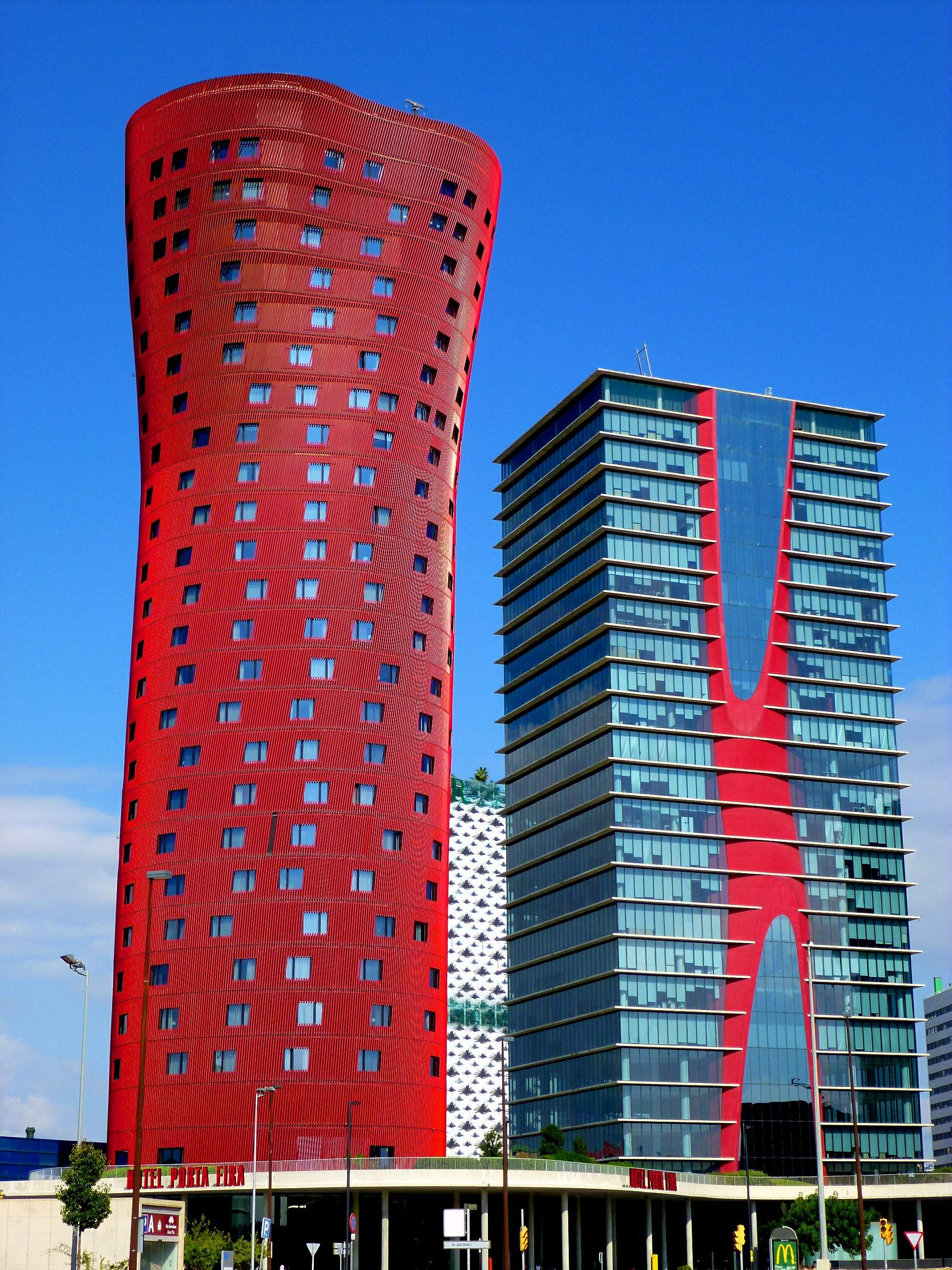
L'hotel a l'esquerra i la torre Realia a la dreta

L'any 2010 va ser guardonat amb el premi Emporis Skyscraper Award al millor gratacel del món, per sobre del Burj Khalifa, que va acabar segon; destacà per la seva estètica i integració urbanística. Pertany a la cadena Hoteles Santos.